# Martouni (région)
Pour les articles homonymes, voir Martouni (homonymie).
Martouni (en arménien : Մարտունի) est une ancienne région de la république du Haut-Karabagh, dont la capitale était Martouni. Pour l'Azerbaïdjan, son territoire relevait de ceux des raions de Khojavend et Agdam.

## Géographie
La région s'étendait sur 951,1 km2 dans l'est du Haut-Karabagh.

## Histoire
À la suite d'une nouvelle offensive, la région est entièrement contrôlée par les forces azerbaïdjanaises le 26 septembre 2023, ce qui entraîne l'exode des populations arméniennes vers l'Arménie.

## Démographie
En 2010, la population était estimée à 23 500 habitants.

## Géographie humaine
Outre la capitale Martouni, la seule communauté urbaine de la région, 35 communautés rurales étaient dénombrées :
- Ashan
- Avdour
- Berdashen
- Chartar
- Djivani
- Emishchan
- Haghorti
- Haci
- Herher
- Ghavakhan
- Ghuze Chartar
- Gishi
- Kaghartsi
- Karahoundj
- Karmir Shouka
- Kert
- Kherkhan
- Khnoushinak
- Kolkhozashen
- Machkalashen
- Momna
- Moushkapat
- Myurishen
- Nngi
- Nor Shen
- Paravatoumb
- Sargsashen
- Shekher
- Sos
- Spitakashen
- Taghavard
- Tsovategh
- Varanda
- Vazgenashen
- Zardanashen